# صموئيل ماي وليامز
صموئيل ماي وليامز (بالإنجليزية: Samuel May Williams)‏ هو مصرفي أمريكي، ولد في 4 أكتوبر 1795 في بروفيدنس في الولايات المتحدة، وتوفي في 13 سبتمبر 1858 في غالفستون في الولايات المتحدة.